# Afroleius deformis
Afroleius deformis är en kvalsterart som beskrevs av Sandór Mahunka 1984. Afroleius deformis ingår i släktet Afroleius och familjen Haplozetidae. Inga underarter finns listade i Catalogue of Life.